# مصراع
مصراع یا مِصرَع یا نیم‌بیت کوچک‌ترین جزء از کلام موزون (شعر) در شعر کلاسیک فارسی و واحد وزنی شعر است. موسیقی درونی شعر در یک مصرع شکل می‌گیرد و شعر ادامه می‌یابد.
دو مصراع تشکیل یک بیت می‌دهند که حداقلّ معنایی شعر است. از آن جا که لغت «مصراع» به معنی یک لنگه از درِ دولنگه است، بدان مشابهت، نصف هر بیت را مصراع نام‌گذاری کرده‌اند.
نمونهٔ مصراع:
| میازار موری که دانه‌کش است |  |          |
|                           |  | (فردوسی) |

هرگاه که قافیه را در هر دو مصرع یک بیت رعایت کرده باشند، آن بیت مُصَرَّع و انجام این کار تصریع نام می‌گیرد.

## نمونهٔ ابیات مُصَرَّع
حافظ: بخشی از مثنویِ (الا ای آهوی وحشی)؛
| چنینم هست یاد از پیر دانا      |  | فراموشم نشد هرگز، همانا    |
| که روزی، رهروی در سرزمینی      |  | به لطفش گفت رندی، ره‌نشینی  |
| که ای سالک، چه در انبانه داری؟ |  | بیا دامی بنه، گر دانه داری |
| جوابش داد، گفتا: دام دارم      |  | ولی، سیمرغ می‌باید شکارم    |
| بگفتا: چون به‌دست آری نشانش؟    |  | که از ما بی‌نشان است آشیانش |